# Гымби
Гымби — город в зоне Западная Велега региона Оромия, Эфиопия. Население на 2007 год — 30 981 человек.

## История
Примерно в 1895 году в Гымби была построена эфиопская православная церковь. К 1930-м годам Гымби был одним из важнейших рынков провинции Уоллега.
Церкви адвентистов седьмого дня и школы обслуживают город. Больница адвентистов седьмого дня была первой больницей в Гымби, основанная в 1947 году.

## Демография
По данным национальной переписи 2007 года, общая численность населения Гымби составляла 30 981 человек. Большинство (50,07 %) жителей исповедовали протестантизм, 35,33 % исповедовали эфиопское православие, а 12,99 % были мусульманами.
По данным Центрального статистического управления за 2005 год, общая численность населения Гымби составляла 36 612 человек. По данным переписи 1994 года, в городе проживало 20 462 человека.